# (30728) 1979 QD2
1979 كيو دي 2 (ويعرف أيضًا باسم (30728) 1979 كيو دي 2 وفق تسمية الكوكب الصغير) (بالإنجليزية: 1979 QD2)‏ هو كويكب ضمن حزام الكويكبات؛ وترتيبه 30728 من حيث الاكتشاف.
اكتُشف هذا الجُرم الفلكي بواسطة Claes-Ingvar Lagerkvist ‏ في 22 أغسطس 1979.

## وصلات خارجية
- (30728) 1979 QD2 في قاعدة بيانات مختبر الدفع النفاث لأجرام النظام الشمسي الصغيرة

- الاكتشاف · مخطط المدار ·  العناصر المدارية · المعلمات المادية

- (30728) 1979 QD2 على موقع ويكي سكاي: DSS2, SDSS, GALEX, IRAS, Hydrogen α, X-Ray, Astrophoto, Sky Map, Articles and images